# Perotripus brevis
Perotripus brevis är en kräftdjursart som först beskrevs av La Follette 1915.  Perotripus brevis ingår i släktet Perotripus och familjen Phtisicidae. Inga underarter finns listade i Catalogue of Life.